# Élections partielles canadiennes de 2023
Les élections partielles canadiennes de 2023 ont lieu le 19 juin 2023 dans quatre des cinq circonscriptions laissées vacantes depuis la fin de 2022. Il s'agit de Notre-Dame-de-Grâce—Westmount au Québec, de Oxford en Ontario, de Winnipeg-Centre-Sud et de Portage—Lisgar au Manitoba. Seule celle dans Calgary Heritage en Alberta a lieu le 24 juillet 2023.

## Notre-Dame-de-Grâce—Westmount
Cette circonscription est un château-fort du Parti libéral du Canada. Détenu par Marc Garneau depuis l'élection de 2015, ce siège est devenu vacant à la suite de la démission de son député le 8 mars 2023.
| Parti                    | Parti                    | Candidat                 | Votes  | %    |
| ------------------------ | ------------------------ | ------------------------ | ------ | ---- |
|                          | Libéral                  | Anna Gainey              | 11 051 | 50,9 |
|                          | NPD                      | Jean-François Filion     | 3 001  | 13,8 |
|                          | Conservateur             | Mathew Kaminsky          | 2 936  | 13,5 |
|                          | Parti vert               | Jonathan Pedneault       | 2 922  | 13,4 |
|                          | Bloc québécois           | Laurence Massey          | 985    | 4,5  |
|                          | Parti centriste          | Alex Trainman Montagano  | 510    | 2,3  |
|                          | PPC                      | Tina Olinga              | 141    | 0,6  |
|                          | Rhinocéros               | Sean Carson              | 97     | 0,4  |
|                          | PHCC                     | Yves Gilbert             | 65     | 0,3  |
|                          | Indépendant              | Félix Vincent Ardea      | 18     | 0,1  |
|                          |                          |                          |        |      |
| Votes valides            | Votes valides            | Votes valides            | 21 726 | 99,2 |
| Votes blancs et nuls     | Votes blancs et nuls     | Votes blancs et nuls     | 165    | 0,8  |
| Total                    | Total                    | Total                    | 21 891 | 100  |
| Abstention               | Abstention               | Abstention               | 51 621 | 70,2 |
| Inscrits / participation | Inscrits / participation | Inscrits / participation | 73 512 | 29,8 |

## Oxford
Cette circonscription est devenue vacante après la démission du député conservateur Dave MacKenzie le 28 janvier 2023. Il était en poste depuis l'élection de 2004.
| Parti                    | Parti                    | Candidat                 | Votes  | %    |
| ------------------------ | ------------------------ | ------------------------ | ------ | ---- |
|                          | Conservateur             | Arpan Khanna             | 16 688 | 42,9 |
|                          | Libéral                  | David Hilderley          | 14 164 | 36,4 |
|                          | NPD                      | Cody Groat               | 4 053  | 10,4 |
|                          | PHCC                     | John Markus              | 1 672  | 4,3  |
|                          | PPC                      | Wendy Martin             | 1 278  | 3,3  |
|                          | Parti vert               | Cheryle Baker            | 854    | 2,2  |
|                          | Indépendant              | John The Engineer Turmel | 171    | 0,4  |
|                          |                          |                          |        |      |
| Votes valides            | Votes valides            | Votes valides            | 38 880 | 99,4 |
| Votes blancs et nuls     | Votes blancs et nuls     | Votes blancs et nuls     | 243    | 0,6  |
| Total                    | Total                    | Total                    | 39 123 | 100  |
| Abstention               | Abstention               | Abstention               | 59 147 | 60,2 |
| Inscrits / participation | Inscrits / participation | Inscrits / participation | 98 270 | 39,8 |

## Winnipeg-centre-sud
Cette circonscription est laissée vacante par la mort du député libéral Jim Carr le 12 décembre 2022. Il y siégeait depuis l'élection de 2015.
| Parti                    | Parti                    | Candidat                            | Votes  | %    |
| ------------------------ | ------------------------ | ----------------------------------- | ------ | ---- |
|                          | Libéral                  | Ben Carr                            | 14 278 | 55,5 |
|                          | Conservateur             | Damir Stipanovic                    | 6 100  | 23,7 |
|                          | NPD                      | Julia Riddell                       | 3 778  | 14,7 |
|                          | Parti vert               | Douglas Hammerling                  | 698    | 2,7  |
|                          | PPC                      | Tylor Baer                          | 324    | 1,3  |
|                          | Rhinocéros               | Sébastien CoRhino                   | 55     | 0,2  |
|                          | Indépendant              | Tait Palsson                        | 52     | 0,2  |
|                          | Indépendant              | Jevin David Carroll                 | 36     | 0,1  |
|                          | Indépendant              | John Dale                           | 29     | 0,1  |
|                          | Indépendant              | Glen MacDonald                      | 27     | 0,1  |
|                          | Indépendant              | Connie Lukawski                     | 24     | 0,1  |
|                          | Indépendant              | Paul Stewart                        | 22     | 0,1  |
|                          | Indépendant              | Patrick Strzalkowski                | 19     | 0,1  |
|                          | Indépendant              | Mark Dejewski                       | 18     | 0,1  |
|                          | Indépendant              | Stella Galas                        | 16     | 0,1  |
|                          | Indépendant              | Demetrios Karavas                   | 16     | 0,1  |
|                          | Indépendant              | Myriam Beaulieu                     | 14     | 0,1  |
|                          | Indépendant              | Christopher Clacio                  | 14     | 0,1  |
|                          | Indépendant              | Alain Bourgault                     | 13     | 0,1  |
|                          | Indépendant              | Martin "Acetaria Caesar" Jubinville | 13     | 0,1  |
|                          | Indépendant              | Krzysztof Krzywinski                | 13     | 0,1  |
|                          | Indépendant              | Alain Lamontagne                    | 11     | 0,1  |
|                          | Indépendant              | Marie-Hélène LeBel                  | 11     | 0,0  |
|                          | Indépendant              | Jordan Wong                         | 11     | 0,0  |
|                          | Indépendant              | Line Bélanger                       | 10     | 0,0  |
|                          | Indépendant              | Andrew Kozakewich                   | 10     | 0,0  |
|                          | Indépendant              | Eliana Rosenblum                    | 10     | 0,0  |
|                          | Indépendant              | Gerrit Dogger                       | 9      | 0,0  |
|                          | Indépendant              | Julie St-Amand                      | 9      | 0,0  |
|                          | Indépendant              | Alexandra Engering                  | 8      | 0,0  |
|                          | Indépendant              | Anthony Hamel                       | 8      | 0,0  |
|                          | Indépendant              | Darcy Justin Vanderwater            | 8      | 0,0  |
|                          | Indépendant              | Pascal St-Amand                     | 7      | 0,0  |
|                          | Indépendant              | Roger Sherwood                      | 7      | 0,0  |
|                          | Indépendant              | Dji-Pé Frazer                       | 6      | 0,0  |
|                          | Indépendant              | Daniel Gagnon                       | 6      | 0,0  |
|                          | Indépendant              | Spencer Rocchi                      | 6      | 0,0  |
|                          | Indépendant              | Mário Stocco                        | 6      | 0,0  |
|                          | Indépendant              | Manon Marie Lili Desbiens           | 5      | 0,0  |
|                          | Indépendant              | Ysack Émile Dupont                  | 5      | 0,0  |
|                          | Indépendant              | Yusuf Nasihi                        | 5      | 0,0  |
|                          | Indépendant              | Jaël Champagne Gareau               | 4      | 0,0  |
|                          | Indépendant              | Donovan Eckstrom                    | 3      | 0,0  |
|                          | Indépendant              | Ryan Huard                          | 2      | 0,0  |
|                          | Indépendant              | Laurent Polya                       | 2      | 0,0  |
|                          | Indépendant              | Benjamin Teichman                   | 2      | 0,0  |
|                          | Indépendant              | Gavin Vanderwater                   | 2      | 0,0  |
|                          | Indépendant              | Saleh Waziruddin                    | 1      | 0,0  |
|                          |                          |                                     |        |      |
| Votes valides            | Votes valides            | Votes valides                       | 25 733 | 99,5 |
| Votes blancs et nuls     | Votes blancs et nuls     | Votes blancs et nuls                | 125    | 0,5  |
| Total                    | Total                    | Total                               | 25 858 | 100  |
| Abstention               | Abstention               | Abstention                          | 44 872 | 63,4 |
| Inscrits / participation | Inscrits / participation | Inscrits / participation            | 70 730 | 36,6 |

## Portage—Lisgar
Cette circonscription est laissée vacante après la démission de la députée Candice Bergen le 28 février 2023. Elle siégeait dans ce château-fort conservateur depuis l'élection de 2008.
| Parti                    | Parti                    | Candidat                 | Votes  | %    |
| ------------------------ | ------------------------ | ------------------------ | ------ | ---- |
|                          | Conservateur             | Branden Leslie           | 20 250 | 64,9 |
|                          | PPC                      | Max Bernier              | 5 352  | 17,2 |
|                          | Libéral                  | Kerry Smith              | 2 666  | 8,6  |
|                          | NPD                      | Lisa Tessier-Burch       | 2 208  | 7,1  |
|                          | Parti vert               | Nicolas Geddert          | 704    | 2,3  |
|                          |                          |                          |        |      |
| Votes valides            | Votes valides            | Votes valides            | 31 180 | 99,4 |
| Votes blancs et nuls     | Votes blancs et nuls     | Votes blancs et nuls     | 188    | 0,6  |
| Total                    | Total                    | Total                    | 31 368 | 100  |
| Abstention               | Abstention               | Abstention               | 37 620 | 54,5 |
| Inscrits / participation | Inscrits / participation | Inscrits / participation | 68 988 | 45,5 |

## Calgary Heritage
Cette circonscription est un château-fort conservateur. Elle est vacante depuis le 31 décembre 2022, date de la démission du député Bob Benzen qui était en poste depuis l'élection partielle de 2017. Il avait été élu après la démission de l'ex-chef du Parti conservateur du Canada Stephen Harper.